# Vasa Sport
Vasa Sport, eller Sport, (fi: Vaasan Sport, officiellt Hockey Team Vaasan Sport OY) är en ishockeyklubb från Vasa i Österbotten, grundad år 1939 som IF Sport (Idrottsföreningen Sport).  Hockeyavdelningen bildades dock 1962.
Sport deltog i den första upplagan av FM-ligan säsongen 1975/76 men klubben blev degraderad redan efter första säsongen och fick försätta spela i division 1 och 2 till säsongen 2000/01 då man fick spela i den nybildade Mestis. Laget blev kvar i Mestis till och med säsongen 2013/2014 och vann ligan tre gånger (2009, 2011, 2012) Sedan 2014/15 spelar man i högstadivisionen FM-ligan som ersättare till Jokerit som gick över till KHL.

## Kända spelare som spelat i Sport
- Jonas Hemming
- Håkan Hjerpe
- Marko Luomala
- Jari Munck
- Jani Nikko
- Oskar Osala
- Jukka Seppo
- Patrik Westerback

### NHL-spelare som spelat i laget
- Chris Allen, Florida Panthers
- Matthieu Descoteaux, Montreal Canadiens
- Dale Dunbar, Vancouver Canucks, Boston Bruins
- Ian MacNeil, Philadelphia Flyers
- David Saunders, Vancouver Canucks
- Janis Sprukts, Florida Panthers
- Oskar Osala, Washington Capitals
- Brody Sutter, Carolina Hurricanes
- Joel Kiviranta, Dallas Stars
- Robin Salo, New York Islanders
- Johan Sundström, New York Islanders
- Zack Hayes, Los Vegas Golden Knights
- Miroslav Svoboda, Nashville Predators
- Shaun Heshka, Phoenix Coyotes
- Michael Keränen, Minnesota Wild
- Stuart Percy, Toronto Maple Leafs
- Colby Robak, Florida Panthers och Anaheim Ducks
- Sami Aittokallio, Colorado Avalanche